# Zviad Gamsakhurdia
Zviad Gamsakhurdia (in georgiano ზვიად გამსახურდია?; Tbilisi, 31 marzo 1939 – Khibula, 31 dicembre 1993) è stato un filologo, critico letterario e politico georgiano, presidente della Georgia dal 1991 al 1992.

## Biografia
Figlio dello scrittore georgiano Konstantine Gamsakhurdia, seguì nei suoi studi le orme paterne e divenne un importante filologo e critico letterario della letteratura del suo Paese, nonché docente all'Università statale di Tbilisi. Fu anche traduttore dall'inglese e dal francese.
A causa dei suoi scritti contro il governo, venne imprigionato come dissidente tra il 1956 e il 1958, e nel corso degli anni settanta si impegnò in Amnesty International come attivista per il rispetto dei diritti umani, per la qual cosa fu nuovamente arrestato tra il 1978 e il 1979.
Il 14 novembre 1990 fu eletto presidente del Consiglio Supremo della Repubblica Socialista della Georgia, e il 31 marzo 1991 lanciò il referendum che avrebbe proclamato l'indipendenza della Georgia dall'Unione Sovietica, riconosciuta però solo nel settembre 1991. Nelle prime elezioni libere del nuovo Stato indipendente, tenutesi il 26 maggio 1991, fu eletto presidente della Repubblica della Georgia.
Il 6 gennaio 1992, in seguito a un colpo di Stato, fu costretto a dimettersi dalla carica di presidente della Repubblica e a riparare in esilio in Cecenia.
Gamsakhurdia morì il 31 dicembre 1993 nel villaggio di Khibula vicino Mingrelia in Georgia, in circostanze misteriose, per una ferita mortale alla testa provocata da un proiettile d'arma da fuoco (mai ritrovato): a tutt'oggi non è chiaro se fu suicidio oppure omicidio. Lasciò tre figli. Nel 2004 la sua figura venne riabilitata dal presidente Mikheil Saak'ashvili.